# Claudio Maccone
Claudio Maccone, né le 6 février 1948 à Turin, en Italie, est un astronome italien. En 2002 il obtient le prix Giordano Bruno remis par la SETI League, pour « ses efforts pour établir un observatoire radio sur la face cachée de la Lune ». En 2010, il devient directeur scientifique et technique du programme d'exploration spatiale au sein de l'Académie internationale d'astronautique.

## Carrière
Maccone obtient son PhD au département de mathématiques du King's College de Londres, in 1980. Il rejoint ensuite le Space Systems Group d'Aeritalia à Turin, comme expert technique dans l'élaboration des programmes de satellites artificiels. Il participe également à des programmes de missions spatiales. En 2000, il est élu Co-vice-président du comité SETI de l'IAA. Il a publié près de 70 articles scientifiques et techniques, la plupart dans la revue Acta Astronautica. En 2010, Maccone devient directeur scientifique et technique des missions spatiales de l'Académie internationale d'astronautique.

## Publications
Son premier livre est Telecommunications, Karhunen–Loève theorem and Theory of relativity, publié en 1994. Son second livre s'intitule The Sun as a Gravitational lens: Proposed Space Missions en 1998. Maccone a écrit un troisième livre, Deep Space Flight and Communications (chez Praxis-Springer, en 2009).

## Récompenses
Son second ouvrage a obtenu en 1999 le « prix du livre en ingénierie des sciences », délivré par l'Académie internationale d'astronautique (AIA).
En 2001, l'astéroïde 11264 a été nommé Claudiomaccone en son honneur, par l'Union astronomique internationale (UAI). En 2002, il reçoit le prix « Giordano Bruno » de la SETI League.